# コロンビア大学ヴァジェロス医学校

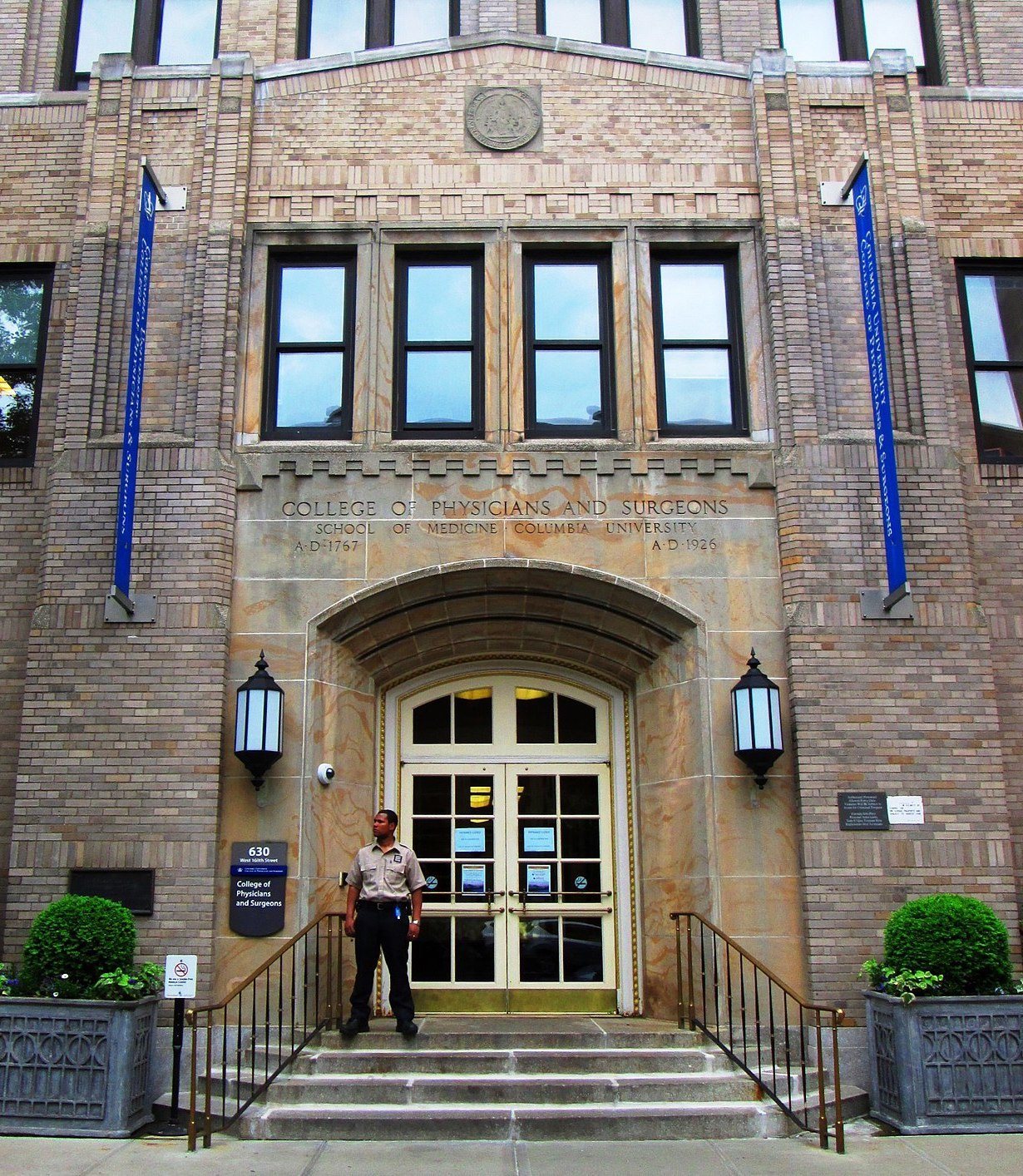
ヴァジェロス医学校エントランス

コロンビア大学ヴァジェロス内科外科医学校（Columbia University Vagelos College of Physicians and Surgeons）は、コロンビア大学の医学校（medical school）。
1767年設立。略称はVP&S。ハーバード・メディカル・スクール、ジョンズ・ホプキンス大学医学部、ペンシルベニア大学 医学大学院、ニューヨーク大学・グロスマン医科スクール、スタンフォード大学医学大学院と共に全米トップクラスの評価を受けている。

## 沿革
- 1767年 - キングス・カレッジ医学部（medical faculty）設立[1]。
- 1814年 - 同医学部と内科外科医学校（College of Physicians and Surgeons）が統合[1]。
- 2017年 - ヴァジェロス内科外科医学校（Vagelos College of Physicians and Surgeons）と改名[1]。